# Rocket to Russia
| 전문가 평가                   | 전문가 평가 |
| 평가 점수                     | 평가 점수   |
| 출처                          | 점수        |
| ----------------------------- | ----------- |
| AllMusic                      | [ 5 ]       |
| The Austin Chronicle          | [ 6 ]       |
| Christgau's Record Guide      | A           |
| Mojo                          | [ 8 ]       |
| NME                           | 10/10       |
| Record Collector              | [ 10 ]      |
| The Rolling Stone Album Guide | [ 11 ]      |
| Slant Magazine                | [ 12 ]      |
| Spin Alternative Record Guide | 10/10       |
| Uncut                         | [ 14 ]      |

《Rocket to Russia》는 미국의 펑크 록 밴드 라몬즈의 세 번째 스튜디오 음반이며 1977년 11월 4일, 사이어 레코드를 통해 발매되었다. 1978년 프로듀싱에 집중하기 위해 밴드를 탈퇴한 오리지널 드러머 토미 라몬이 참여한 이 밴드의 마지막 음반이다. 이 음반의 기원은 1977년 여름으로 거슬러 올라가는데, 이때 〈Sheena Is a Punk Rocker〉가 싱글로 발매되었다. 그 여름은 많은 펑크 밴드들이 녹음 계약을 제안 받았기 때문에 펑크 록 장르의 정점으로 알려졌다. 이 음반의 녹음은 1977년 8월에 시작되었고, 밴드는 사이어가 25,000달러에서 30,000달러 사이로 허락하면서 예산이 상당히 컸다. 이 돈의 대부분은 녹음보다는 음반 제작에 사용되었다.
그 음반의 커버 아트는 존 길레스피가 감독했다. 존 홈스트롬과 기타리스트 조니 라몬은 모두 일러스트레이션을 작업했고, 뒷면 전체는 군사적인 주제를 고려했고, 안쪽 소매 예술작품은 노래로 묘사된 많은 주제를 묘사했다. 음반의 거의 모든 트랙이 가사에 유머를 포함했지만, 노래의 주제는 음반 내내 다양했다. 음악 스타일은 서프 록의 영향을 더 많이 보여주었고, 많은 노래들은 최소한의 구조를 가지고 있었다.
이 음반은 긍정적인 평가를 받았으며, 많은 비평가들은 《Rocket to Russia》의 이전 음반들과 비교하여 성숙된 제작과 음질을 높이 평가했다. 음악 평론가 스티븐 토마스 얼와인은 여러 개의 훅이 포함되어 있고 더 다양한 템포가 특징이기 때문에 이 음반을 그가 가장 좋아하는 라몬즈 음반이라고 불렀다. 이 음반은 빌보드 200에서 49위로 정점을 찍으며 밴드가 기대했던 것만큼 상업적으로 성공하지 못했다. 밴드 멤버들은 펑크 이미지를 더 나쁘게 바꿨다고 말하면서, 그들의 판매량 부족을 섹스 피스톨즈 탓으로 돌렸다. 이 음반은 2012년 《롤링 스톤》의 "역사상 가장 위대한 음반 500장"에서 106위에 올랐고, 2020년 에디션에서는 385위에 올랐다.

## 배경
1977년 여름, 싱글 〈Sheena Is a Punk Rocker〉는 밴드의 두 번째 음반인 《Leave Home》이 발매된 직후에 발매되었다. 이 시기는 뉴욕의 언더그라운드 펑크 밴드들이 음반 계약을 받는 초기의 물결이었기 때문에 펑크 록 장르에 매우 중요했다. 뉴욕에 기반을 둔 클럽 CBGB와 맥스 캔자스시티는 더 많은 관객들이 이 밴드들을 듣기 위해 모여들기 시작했다. 펑크 팬들은 일반적으로 이러한 음악 스타일이 곧 시장에서 1위를 차지할 것이라고 믿었고, 작가 톰 카슨은 이에 대해 "그 여름 뉴욕에 있다는 것은 1966년이나 67년에 샌프란시스코나 비틀즈와 롤링 스톤스가 처음 히트했을 때 런던에서 사는 것이 어땠을지에 대한 감각을 갖게 되는 것이었다"라고 설명했다.

## 상업적 성과
이 밴드는 이 음반이 몇 곡의 히트곡을 발매를 기대했지만, 《Rocket to Russia》는 음반을 거의 판매하지 않았다. 이 음반은 미국 빌보드 200에서 49위를 차지하여 라몬즈의 발매 중 가장 성공적인 음반 중 하나로 만들었다. 또한 스웨덴 차트에서 31위, 캐나다 차트에서 36위, 영국 음반 차트에서 60위로 데뷔했다.
음반 판매의 부족은 주로 동료 펑크 밴드인 섹스 피스톨즈가 작가인 브라이언 J. 보우가 말한 것처럼 "반사회적인 행동으로" 사람들을 장르를 꺼뜨렸기 때문이다. 록 음악 역사학자 레그스 맥닐은 "안전핀, 면도날, 잘린 이발, 으르렁거림, 구토 등 라몬즈와 전혀 관련이 없는 모든 것들이 갑자기 유행했고, 《Rocket to Russia》가 어떤 에어플레이를 할 수 있는 가능성을 없앴습니다." 조이는 또한 《60분》이 섹스 피스톨즈에 집중하기 전에 《Rocket to Russia》가 괜찮은 에어플레이를 했다고 결론을 내리면서 섹스 피스톨즈가 부분적으로 판매 수가 적은 것에 책임이 있다고 주장했습니다. 이후, 조이는 "모두가 깜짝 놀랐고 상황이 급격하게 바뀌었습니다. 그것은 우리 자신을 위해 정말로 일을 망쳤습니다."고 단언했다.

## 곡 목록
| #  | 제목                          | 작사·작곡  | 재생 시간 |
| -- | ----------------------------- | ---------- | --------- |
| 1. | 〈Cretin Hop〉                | 라몬즈     | 1:55      |
| 2. | 〈Rockaway Beach〉            | 디 디 라몬 | 2:06      |
| 3. | 〈Here Today, Gone Tomorrow〉 | 조이 라몬  | 2:47      |
| 4. | 〈Locket Love〉               | 디 디 라몬 | 2:09      |
| 5. | 〈I Don't Care〉              | 조이 라몬  | 1:38      |
| 6. | 〈Sheena Is a Punk Rocker〉   | 조이 라몬  | 2:49      |
| 7. | 〈We're a Happy Family〉      | 라몬즈     | 2:47      |

| #  | 제목                           | 작사·작곡                                          | 재생 시간 |
| -- | ------------------------------ | -------------------------------------------------- | --------- |
| 1. | 〈Teenage Lobotomy〉           | 라몬즈                                             | 2:00      |
| 2. | 〈Do You Want to Dance?〉      | 바비 프리먼                                        | 1:52      |
| 3. | 〈I Wanna Be Well〉            | 조이 라몬                                          | 2:28      |
| 4. | 〈I Can't Give You Anything〉  | 디 디 라몬                                         | 1:57      |
| 5. | 〈Ramona〉                     | 라몬즈                                             | 2:35      |
| 6. | 〈Surfin' Bird〉               | 칼 화이트, 알프레드 프레이저, 존 해리스, 터너 윌슨 | 2:37      |
| 7. | 〈Why Is It Always This Way?〉 | 라몬즈                                             | 2:32      |